# Østrup (Nordfyn)
Østrup is een plaats in de Deense regio Zuid-Denemarken, gemeente Nordfyn. De plaats telt 271 inwoners (2020).
Østrup heeft een kerk uit omstreeks 1100 met een 16de-eeuws koor. De parochie maakt deel uit van de proosdij Bogense van het lutherse bisdom Funen.